# Уман
У̀ман (на украински: Умань) е град в Черкаска област, Украйна.
Населението му е 81 525 жители (2022). Намира се в часова зона UTC+2.
Основан е през 1616 г., а получава статут на град през 1760 г.